# Generalstabsarzt
Generalstabsarzt est un grade des armées allemande et autrichienne, utilisé dans le service de santé des armées.

## Historique

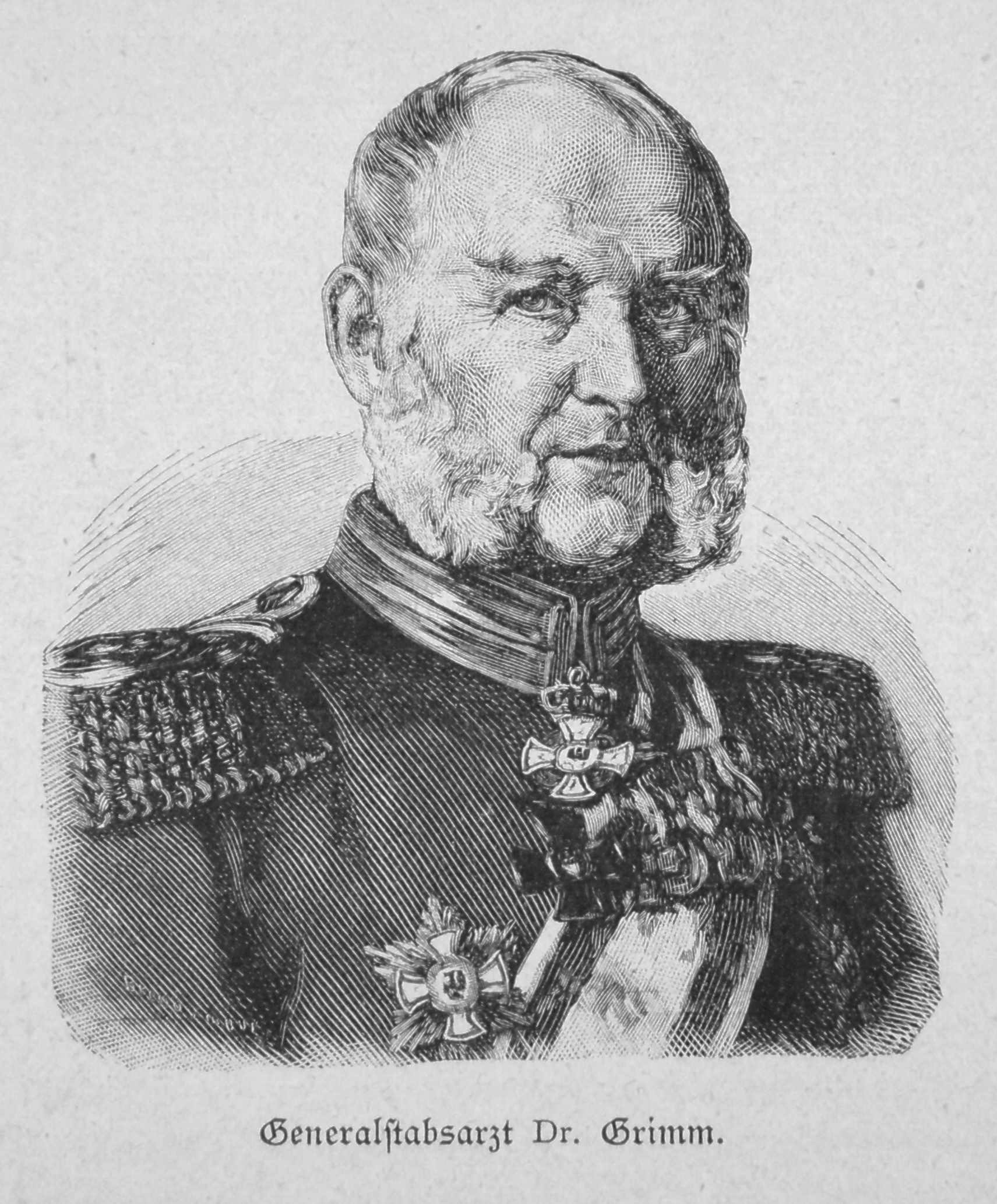
Le Generalstabsarzt Dr. Grimm.

L'équivalent du grade de Generalstabsarzt dans la Bundeswehr, l'Armée allemande actuelle, est le grade de Generalmajor, équivalent de général de division en français.
Avant 1946, dans la Deutsches Heer, la Reichswehr puis la Wehrmacht, il était donc équivalent au grade de Generalleutnant, équivalent à l'époque de général de division en français.
Ce grade a la même valeur dans la Marine de guerre et dans l'Armée de l'air allemande.
En Prusse et en Bavière, Generalstabsarzt était le titre du chef des services de santé des armées.

## Sources
- (de) Cet article est partiellement ou en totalité issu de l’article de Wikipédia en allemand intitulé « Generalstabsarzt » (voir la liste des auteurs).